# Maria Fernández Vidal
Maria Fernández Vidal (La Roca del Vallés, 18 de abril de 1985) es una periodista deportiva española.

## Trayectoria
Fernández nació en el municipio de España La Roca de Vallés en La Torreta el 18 de abril de 1985. Fernández se licenció en periodismo por la Universidad Autónoma de Barcelona, inició su carrera periodística en la productora Catalana de Televisión Local mientras compaginaba los estudios en la facultad. Después de realizar las prácticas en el InfoK de la CCMA, pasó un casting para trabajar como presentadora de deportes en el Canal 3/24. Posteriormente presentó los deportes en el Telenotícies migdia y el Telenotícies vespre de TV3. También presenta programas deportivos en Televisió de Catalunya  y ha publicado artículos en el periódico La Vanguardia.  El 10 de junio de 2019 asistió como invitada estrella al programa de radio La sotana.  El 31 de diciembre de 2019 presentó la Nochevieja de TV3, junto con Antoni Cruanyes y Tomàs Molina. 